# 208 (število)

## V matematiki
- sestavljeno število, saj ima 10 deliteljev (1, 2, 4, 8, 13, 16, 26, 52, 104 in 208).
- nezadostno število, saj je vsota njegovih deliteljev 408 in velja, da je < 2n.
- Zumkellerjevo število.